# Oukha

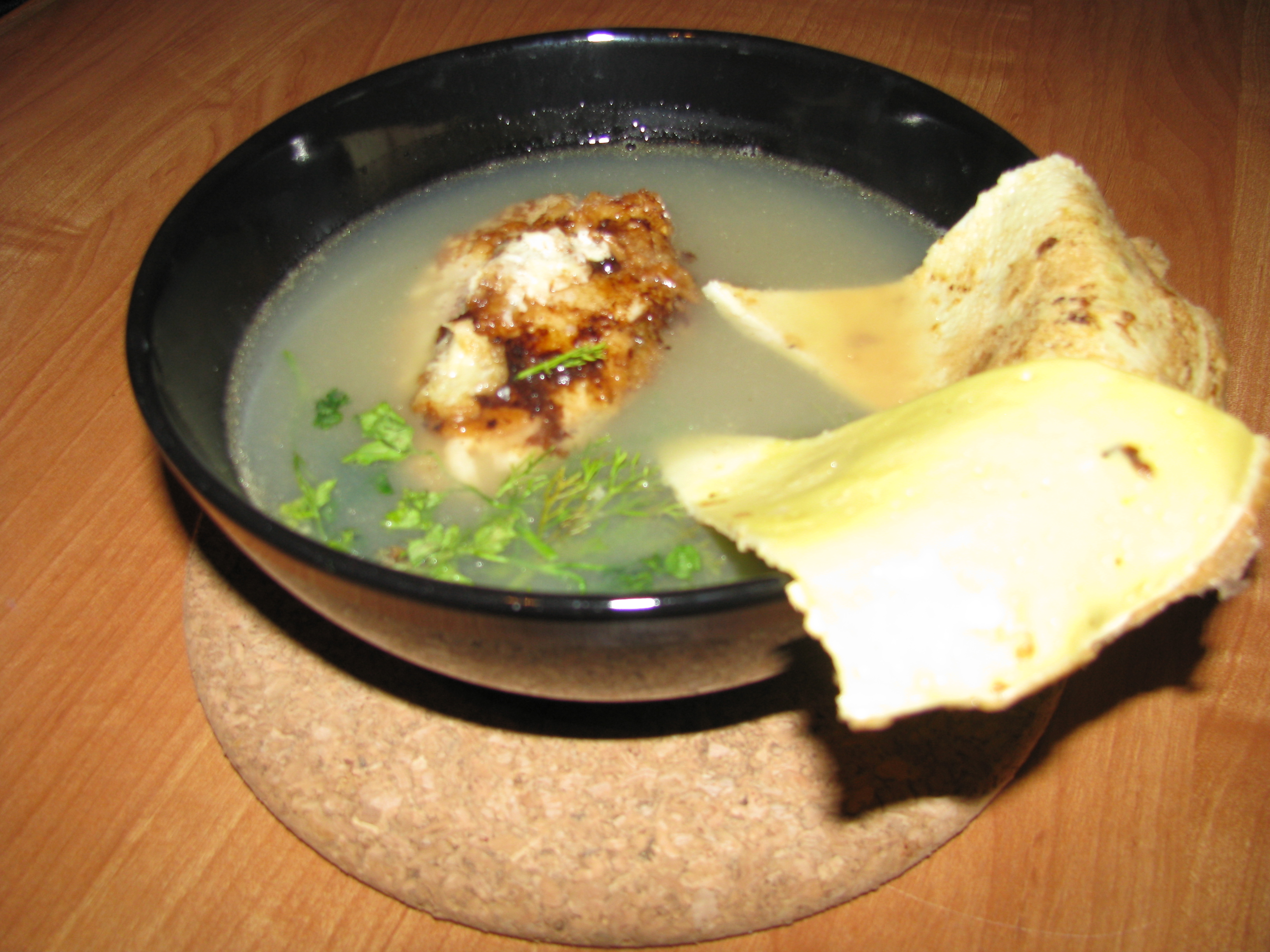
Oukha.

L'oukha (уха) est une soupe de poissons (esturgeon, saumon, morue…). On y rajoute du poireau, des pommes de terre, du laurier, de l'aneth, de l'estragon et du persil vert. On l'épice avec du poivre noir, du safran, des noix de muscade, et des graines de fenouil.

## Histoire
Au début, ce terme renvoie aux bouillons de viande épais, puis plus tard de poulet. À partir du XVe siècle, le poisson était de plus en plus souvent utilisé pour préparer l'oukha, donnant naissance ainsi à un plat qui avait un goût distinct des autres recettes.
Le mot oukha a commencé à être utilisé comme un synonyme de « bouillon de poisson » dans la cuisine russe à la fin du XVIIe siècle.
Dans la recette originale, l'oukha était tout simplement un bouillon de poissons qui accompagnait les pains de poissons (rasstegai, koulibiak, etc.). On utilisait très peu de légumes. La recette évoluant, on y rajoute aujourd’hui différents légumes.